# Andrzej Straszyński
Andrzej Straszyński (ur. 29 września 1944 w Piastowie) – polski dyrygent operowy i symfoniczny, syn Olgierda Straszyńskiego.

## Życiorys
Studiował w klasie skrzypiec u prof. Ireny Dubiskiej oraz w klasie dyrygentury u prof. Stanisława Wisłockiego. Bezpośrednio po ukończeniu obu tych wydziałów w warszawskiej Akademii Muzycznej w 1972 r. został dyrygentem Teatru Wielkiego w Warszawie. W latach 1991–1994 był dyrektorem artystycznym, a do dziś jest stałym dyrygentem warszawskiej sceny operowej.
Jako dyrygent przygotował kilkanaście premier operowych i baletowych w Teatrze Wielkim, prowadził ogromną liczbę codziennych przedstawień. Wśród jego realizacji muzycznych znalazły się kolejno: „Łucja z Lammermooru” Donizettiego, „Macbeth” Verdiego, „Cyganeria” Pucciniego, „Manru” Paderewskiego, „Nabucco” Verdiego, „Capuleti i Montecchi” Belliniego, „Cyrulik sewilski” Rossiniego, „Salome” Richarda Straussa, „Raj utracony” Pendereckiego i „Faust” Gounoda.
W 2013 r. został odznaczony Złotym Medalem „Zasłużony Kulturze Gloria Artis”.